# Heinrich I. von Maastricht
Heinrich I. von Maastricht († 23. Dezember 1195 in Worms) war von 1192 bis 1195 Bischof von Worms.
Heinrich von Maastricht begleitete König Heinrich VI. als Notar auf dessen Italienzug Ende der 1180er Jahre. In dieser Zeit war er auch mit Verhandlungen mit der Kurie befasst. Er zog mit Heinrich im Jahr 1191 auch zu dessen Kaiserkrönung nach Rom. Nachdem der Kanzler Diether von Katzenelnbogen im selben Jahr vor Neapel verstorben war, leitete Heinrich als Protonotar die Kanzlei Heinrichs VI. 1191 erhielt er die Propsteiwürde zu Aachen (Marienstift) und vielleicht auch zu Maastricht (Servatiusstift). Zu Anfang des Jahres 1192 wurde er zum Bischof von Worms ernannt, blieb aber in der Umgebung des Herrschers und reiste mit diesem in den deutschen Gebieten des Reichs. Im Jahr 1194 amtierte er als vicarius Italiae, Vertreter des Kaisers, in Italien. Im Mai/Juni 1195 war er mit Verhandlungen mit dem Papst über einen neuen Kreuzzug befasst. Er verstarb am 23. Dezember 1195 in Worms.